# Albert Smallenbroek (burgemeester)
Albert Smallenbroek (Assen, 12 september 1926 - aldaar, 2 november 2016) was een Nederlands politicus van de ARP en later het CDA.
Zijn vader, Albert Smallenbroek (1880-1959), was architect en zijn oudere broer Jan Smallenbroek zat voor de ARP in de Tweede Kamer en is ook minister van Binnenlandse Zaken geweest.
Na de RHBS in Assen heeft hij gewerkt bij de gemeentesecretarieën van Gieten, Krimpen aan den IJssel, Koudekerk aan den Rijn, Leiderdorp en Nederhorst den Berg voor hij in september 1961 ging werken bij de gemeentesecretarie van Hoogeveen. In juli 1962 werd Smallenbroek burgemeester van Oldekerk en in september 1971 volgde zijn benoeming tot burgemeester van Bedum wat hij tot zijn pensionering in oktober 1991 zou blijven. Eind 2016 overleed hij op 90-jarige leeftijd.